# Bourguenolles
Bourguenolles település Franciaországban, Manche megyében. Lakosainak száma 343 fő (2022. január 1.). Bourguenolles La Lande-d’Airou, Le Parc, Le Tanu, La Trinité és Villedieu-les-Poêles-Rouffigny községekkel határos.

## Népesség
A település népességének változása:
| Lakosok száma | 256  | 206  | 250  | 261  | 337  | 340  | 344  | 345  | 345  | 343  |
|               | 1968 | 1982 | 1990 | 2006 | 2013 | 2015 | 2017 | 2019 | 2020 | 2022 |